# 가지카와 유지
가지카와 유지(일본어: 梶川 裕嗣, 1991년 7월 26일 ~ )는 일본의 축구 선수이다.

## 구단 경력
그는 2014년부터 J리그의 쇼난 벨마레, 도쿠시마 보르티스, 요코하마 F. 마리노스, 주빌로 이와타에서 뛰었다.